# Cenotillo (kommun)
Cenotillo är en kommun i Mexiko.   Den ligger i delstaten Yucatán, i den östra delen av landet, 1 100 km öster om huvudstaden Mexico City. Antalet invånare är 3 701. Arean är 614 kvadratkilometer.
Terrängen i Cenotillo är mycket platt.
Följande samhällen finns i Cenotillo:
- Cenotillo